# Захват парома «Аврасия»
Захват парома «Аврасия» — террористический акт, совершённый участниками группировки «Внуки Шамиля» 16 января 1996 года в турецком порту Трабзон. Угрожая расстреливать заложников-россиян и затем взорвать судно, на борту которого было более 200 человек, террористы требовали прекратить штурм села Первомайское, где находилась окружённая группировка Салмана Радуева, совершившая теракт в Кизляре. 
После двухдневных переговоров глава террористов Мухаммед Токчан провёл пресс-конференцию в Стамбуле и сдался турецким властям. В 2001 году представитель ФСБ заявил о возможной причастности к теракту турецких спецслужб.
Террористы отделили россиян от других заложников, угрожая убить именно их, и заявили, что захваченным туркам ничего не угрожает. Во время событий несколько тысяч человек в Стамбуле (чеченцев, выходцев с Кавказа, турецких мусульман, граждан Афганистана и Марокко) провели серию демонстраций в поддержку Чечни с лозунгами «Аллах велик», «Долой Россию», «Чечня станет могилой России». Крупные силы полиции не допустили их проникновения в туристические кварталы. Несколько сотен демонстрантов совершили двухчасовое шествие к порту, где танцевали кавказские танцы и выкрикивали ободряющие чеченцев лозунги.
Террористы получили различные сроки тюремного заключения, однако вскоре многие из них, в том числе глава группировки абхаз Мухаммед Токчан (абхазская фамилия Тук-ипа), бежали из тюрем. Так, в сентябре 1997 года из турецкой тюрьмы бежало двое участников захвата. Через месяц из турецкой тюрьмы Имрали бежали абхазец Хамзат Гицба по кличке Рокки (приближённый и шурин террориста Шамиля Басаева) и чеченец Рамазан Зубароев. Турецкая сторона не раскрыла подробности побега. В декабре 2000 года остальные террористы были амнистированы турецким судом.
После побега глава банды Токчан около трёх лет находился на территории Чечни. В 1999 году он был арестован в Турции, однако вскоре был амнистирован. В 2001 году Токчан во главе группировки террористов вновь захватил заложников в стамбульской гостинице, требуя прекратить действия России в Чеченской республике.
В 2001 году Александр Хинштейн писал, ссылаясь на бывшего агента турецких спецслужб, что операцией по захвату парома руководил глава центра подготовки спецназа «Силиври», сотрудник Национальной разведывательной организации Турции Эргюн Кылычаслан. По данным агента, один из участников захвата парома Эртан Джушкун, связанный с турецкой разведкой, был на борту захваченного в марте 2001 года российского самолёта Ту-154. Комментируя публикацию, представитель ФСБ заявил, что российская контрразведка располагает данными о возможной причастности турецких спецслужб к теракту.